# 'Splosion Man
'Splosion Man è un videogioco d'azione e piattaforme sviluppato da Twisted Pixel Games e pubblicato da Microsoft Game Studios per Xbox Live a luglio 2009. Il gioco narra di alcuni scienziati che creano per errore un essere in grado di esplodere, lo scopo di 'Splosion Man e quello di battere tre boss, creati dagli scienziati per ostacolarlo.
Nel 2011 è uscito il sequel: Ms. Splosion Man, che vede come protagonista la sua controparte femminile.

## Finale
Dopo aver sconfitto li terzo e ultimo boss, si avvia un filmato in cui si vede un uomo travestito da 'Splosion Man, che va in giro correndo senza un motivo ben logico, con gli scienziati che cercano di catturarlo. Alla fine del video si vede che gli attori (possibili sviluppatori del gioco) stavano recitando.

## Accoglienza
'Splosion Man ha avuto recensioni per la maggior parte favorevoli e fu votato dalla comunità di Xbox Live come "Best Original Xbox Live Arcade Game of 2009".